# 维尔纳·冯·贝尔肯
维尔纳·鲁道夫·阿尔弗雷德·费多尔·冯·贝尔肯（Werner Rudolf Alfred Fedor von Bercken，1897年2月8日 - 1976年2月29日）是一位纳粹德国将领，曾在第二次世界大战期间指挥过第102步兵師以及德國國防軍陸軍第558擲彈兵師，並获颁騎士鐵十字勳章。他在1945年4月28日在維斯瓦沙嘴向蘇聯紅軍投降，后在苏联被判为战犯，一直关押至1955年10月10日。